# 200 mètres masculin aux championnats du monde d'athlétisme 2022
Pour des articles plus généraux, voir Championnats du monde d'athlétisme 2022 et 200 mètres aux championnats du monde d'athlétisme.
Navigation
Doha 2019 Budapest 2023
L'épreuve du 200 mètres masculin des championnats du monde de 2022 se déroule les 18, 19 et 21 juillet 2022 au sein du stade Hayward Field à Eugene, aux États-Unis.

## Mimimas de qualification
Le minima de qualification est fixé à 20 s 24, la période de qualification est comprise entre le 27 juin 2021 et le 26 juin 2022.

## Résultats

### Finale
| Rang               | Couloir | Athlète           | Pays                   | Temps   | Notes      |
| ------------------ | ------- | ----------------- | ---------------------- | ------- | ---------- |
| Médaille d'or      | 6       | Noah Lyles        | États-Unis             | 19 s 31 | CR, WL, NR |
| Médaille d'argent  | 5       | Kenneth Bednarek  | États-Unis             | 19 s 77 | SB         |
| Médaille de bronze | 3       | Erriyon Knighton  | États-Unis             | 19 s 80 |            |
| 4                  | 7       | Joseph Fahnbulleh | Liberia                | 19 s 84 |            |
| 5                  | 4       | Alexander Ogando  | République dominicaine | 19 s 93 |            |
| 6                  | 2       | Jereem Richards   | Trinité-et-Tobago      | 20 s 08 |            |
| 7                  | 8       | Aaron Brown       | Canada                 | 20 s 18 |            |
| 8                  | 1       | Luxolo Adams      | Afrique du Sud         | 20 s 47 |            |

### Demi-finales
Les 2 premiers de chaque série (Q) et les 2 meilleurs temps (q) se qualifient pour la finale.
| Rang | Série | Athlète                  | Pays                   | Temps | Notes |
| ---- | ----- | ------------------------ | ---------------------- | ----- | ----- |
| 1    | 2     | Noah Lyles               | États-Unis             | 19.62 | Q     |
| 2    | 3     | Erriyon Knighton         | États-Unis             | 19.77 | Q     |
| 3    | 2     | Kenneth Bednarek         | États-Unis             | 19.84 | Q, SB |
| 4    | 2     | Jereem Richards          | Trinité-et-Tobago      | 19.86 | q     |
| 5    | 1     | Alexander Ogando         | République dominicaine | 19.91 | Q, NR |
| 6    | 1     | Joseph Fahnbulleh        | Liberia                | 19.92 | Q     |
| 7    | 2     | Luxolo Adams             | Afrique du Sud         | 20.09 | q     |
| 8    | 3     | Aaron Brown              | Canada                 | 20.10 | Q     |
| 9    | 3     | Filippo Tortu            | Italie                 | 20.10 | PB    |
| 10   | 3     | Yancarlos Martínez       | République dominicaine | 20.21 | SB    |
| 11   | 1     | Jerome Blake             | Canada                 | 20.29 |       |
| 12   | 1     | Nethaneel Mitchell-Blake | Royaume-Uni            | 20.30 |       |
| 13   | 2     | Tarsis Orogot            | Ouganda                | 20.35 |       |
| 14   | 2     | Udodi Onwuzurike         | Nigeria                | 20.39 |       |
| 15   | 3     | Xie Zhenye               | Chine                  | 20.41 |       |
| 16   | 1     | Sinesipho Dambile        | Afrique du Sud         | 20.47 |       |
| 17   | 3     | Koki Ueyama              | Japon                  | 20.48 |       |
| 18   | 2     | Joe Ferguson             | Royaume-Uni            | 20.52 |       |
| 19   | 2     | Guy Maganga Gorra        | Gabon                  | 20.65 |       |
| 20   | 1     | Fred Kerley              | États-Unis             | 20.68 |       |
| 21   | 3     | Calab Law                | Australie              | 20.72 |       |
| 22   | 1     | Shōta Iizuka             | Japon                  | 20.77 |       |
| 23   | 3     | Rasheed Dwyer            | Jamaïque               | 20.87 |       |
|      | 1     | Yohan Blake              | Jamaïque               |       | DNS   |

### Séries
Les 3 premiers de chaque série (Q) et les 3 meilleurs temps (q) se qualifient pour les demi-finales.
| Rang | Série | Athlète                  | Pays                      | Temps | Notes |
| ---- | ----- | ------------------------ | ------------------------- | ----- | ----- |
| 1    | 7     | Noah Lyles               | États-Unis                | 19.98 | Q     |
| 2    | 4     | Alexander Ogando         | République dominicaine    | 20.01 | Q, NR |
| 2    | 3     | Erriyon Knighton         | États-Unis                | 20.01 | Q     |
| 4    | 3     | Luxolo Adams             | Afrique du Sud            | 20.10 | Q     |
| 5    | 3     | Nethaneel Mitchell-Blake | Royaume-Uni               | 20.11 | Q     |
| 6    | 1     | Joseph Fahnbulleh        | Liberia                   | 20.12 | Q     |
| 7    | 3     | Yancarlos Martínez       | République dominicaine    | 20.13 | q     |
| 8    | 5     | Fred Kerley              | États-Unis                | 20.17 | Q     |
| 9    | 6     | Filippo Tortu            | Italie                    | 20.18 | Q     |
| 10   | 1     | Koki Ueyama              | Japon                     | 20.26 | Q, PB |
| 11   | 5     | Sinesipho Dambile        | Afrique du Sud            | 20.29 | Q, PB |
| 12   | 7     | Rasheed Dwyer            | Jamaïque                  | 20.29 | Q     |
| 13   | 1     | Jerome Blake             | Canada                    | 20.30 | Q     |
| 14   | 7     | Xie Zhenye               | Chine                     | 20.30 | Q     |
| 15   | 1     | Joe Ferguson             | Royaume-Uni               | 20.33 | q     |
| 16   | 5     | Udodi Onwuzurike         | Nigeria                   | 20.34 | Q     |
| 17   | 2     | Jereem Richards          | Trinité-et-Tobago         | 20.35 | Q     |
| 18   | 4     | Kenneth Bednarek         | États-Unis                | 20.35 | Q     |
| 19   | 5     | Yohan Blake              | Jamaïque                  | 20.35 | q     |
| 20   | 1     | Joseph Amoah             | Ghana                     | 20.40 | SB    |
| 21   | 6     | Guy Maganga Gorra        | Gabon                     | 20.44 | Q, NR |
| 22   | 4     | Tarsis Gracious Orogot   | Ouganda                   | 20.44 | Q     |
| 23   | 6     | Calab Law                | Australie                 | 20.50 | Q, PB |
| 24   | 7     | Owen Ansah               | Allemagne                 | 20.52 |       |
| 25   | 7     | Eric Harrison Jr.        | Trinité-et-Tobago         | 20.54 |       |
| 26   | 3     | Akeem Bloomfield         | Jamaïque                  | 20.56 |       |
| 27   | 2     | Aaron Brown              | Canada                    | 20.60 | Q     |
| 28   | 6     | Adam Gemili              | Royaume-Uni               | 20.60 |       |
| 29   | 3     | Sibusiso Matsenjwa       | Eswatini                  | 20.60 |       |
| 30   | 4     | Fausto Desalu            | Italie                    | 20.63 |       |
| 31   | 7     | Lucas Vilar              | Brésil                    | 20.65 | SB    |
| 32   | 5     | William Reais            | Suisse                    | 20.71 | SB    |
| 33   | 2     | Shota Iizuka             | Japon                     | 20.72 | Q     |
| 34   | 3     | Tinotenda Matiyenga      | Zimbabwe                  | 20.72 |       |
| 35   | 7     | Jan Jirka                | Tchéquie                  | 20.73 |       |
| 36   | 5     | Aidan Murphy             | Australie                 | 20.75 |       |
| 37   | 2     | Shaun Maswanganyi        | Afrique du Sud            | 20.79 |       |
| 38   | 2     | Simon Hansen             | Danemark                  | 20.80 |       |
| 39   | 2     | Shainer Rengifo          | Cuba                      | 20.80 |       |
| 40   | 4     | Mouhamadou Fall          | France                    | 20.83 |       |
| 41   | 1     | Lucas Rodrigues da Silva | Brésil                    | 20.90 |       |
| 42   | 4     | Hachim Maaroufou         | Comores                   | 20.91 |       |
| 43   | 2     | Joseph Green             | Guam                      | 22.04 |       |
| 44   | 6     | Alonso Edward            | Panama                    | 22.08 |       |
|      | 4     | Marcos Santos            | Angola                    |       | DQ    |
|      | 1     | Terrence Talo            | Papouasie-Nouvelle-Guinée |       | DQ    |
|      | 6     | Andre De Grasse          | Canada                    |       | DNS   |
|      | 5     | Emmanuel Eseme           | Cameroun                  |       | DNS   |
|      | 6     | Yuki Koike               | Japon                     |       | DNS   |

## Légende
Records et Performances
- AR : Record continental (area record)
- CR : Record des championnats (championship record)
- MR : Record du meeting (meet record)
- NR : Record national (national record)
- OR : Record olympique (olympic record)
- PR : Record paralympique (paralympic record)
- PB : Record personnel (personal best)
- SB : Meilleure performance personnelle de la saison (season's best)
- WL : Meilleure performance mondiale de l'année (world leader)
- WJR : Record du monde junior (world junior record)
- WR : Record du monde (world record)

Circonstances et Conditions
- DNF : N'a pas terminé (did not finish)
- DNS : N'a pas pris le départ (did not start)
- DQ : Disqualification (disqualification)
- NM : Aucun essai valable enregistré (No Mark)
- Q : Qualifié « directement » au prochain tour (ou à la prochaine compétition), lors d'une compétition majeure, grâce au classement ou à la réalisation des minima (automatic qualifier)
- q : Qualifié au prochain tour (ou à la prochaine compétition), lors d'une compétition majeure, grâce au repêchage ou à la réalisation de l'une des meilleures performances parmi celles des « non qualifiés directement » (grâce au meilleur temps ou à la meilleure distance par exemple) (secondary qualifier)